# 巴黎围城战 (1429年)
巴黎圍城戰（英語：Siege of Paris），發生在1429年9月，由剛完成加冕的法王查理七世與他的知名協助者貞德發動，目的是由英格兰王国與其勃艮地派同盟的控制中奪回首都巴黎。英軍以巴黎總督讓·德·維利耶和典禮官西蒙·莫里尔領導英軍以及巴黎市民防衛。最終抵擋以查理七世為首的阿馬尼亞克派軍隊進入巴黎。

## 背景
英王亨利五世於1420年入主巴黎後，英國行政官對巴黎市民持憐憫態度，不但承認他們原有的權利還給予更多。巴黎市民接納英國統治是出於對查理七世與阿馬尼亞克派的厭惡 （查理七世被市民稱為「布爾日王」），他們威脅到市民數百年來擁有的許多自由權。
1429年8月15日，法軍在蒙泰皮盧瓦戰役逼退貝德福德公爵。8月26日聖女貞德與阿朗松公爵奪下巴黎北部的城鎮聖但尼。8月28日，查理七世簽下康白尼休戰協議，但不包含早先被奪下的聖但尼、聖克盧、萬塞訥、沙朗通，以及巴黎。

## 戰鬥
9月初，查理七世在聖洛克丘建立營地。

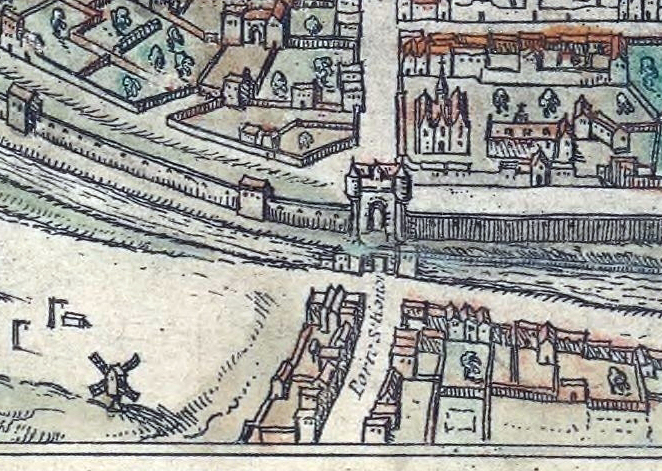
聖安娜門在1530年的地圖

9月3日，聖女貞德、阿朗松公爵、波旁公爵、旺多姆伯爵、吉爾·德·雷元帥、拉伊爾和他們的部隊落腳於拉夏貝爾村，在接下來幾天對不同城門進行偵察或發起小衝突。
9月8日早上，貞德在聖丹尼斯禮拜堂禱告後，與阿朗松公爵、吉爾·德·雷元帥、让·德·布罗斯一同由拉夏貝爾村出發襲擊聖安娜門，貞德在聖洛克丘上安置蛇砲來支援攻擊。
巴黎市民相信阿馬尼亞克派想要由上至下摧毀整座城市而積極地防守。貞德受查理七世之命負責領導，她與士兵衝向城門想要突破注滿水的護城河，她的部隊沒有成功佔領城樓或周遭城壁的任一處，反而遭到嚴重的損害。貞德的大腿遭到弩箭射傷，被從戰場上拖回她在拉夏貝爾的屋子。雖然貞德想要再次攻擊巴黎，但查理七世命令她撤回聖但尼修道院。經過四小時對城牆的攻擊無果，查理七世宣布撤兵。

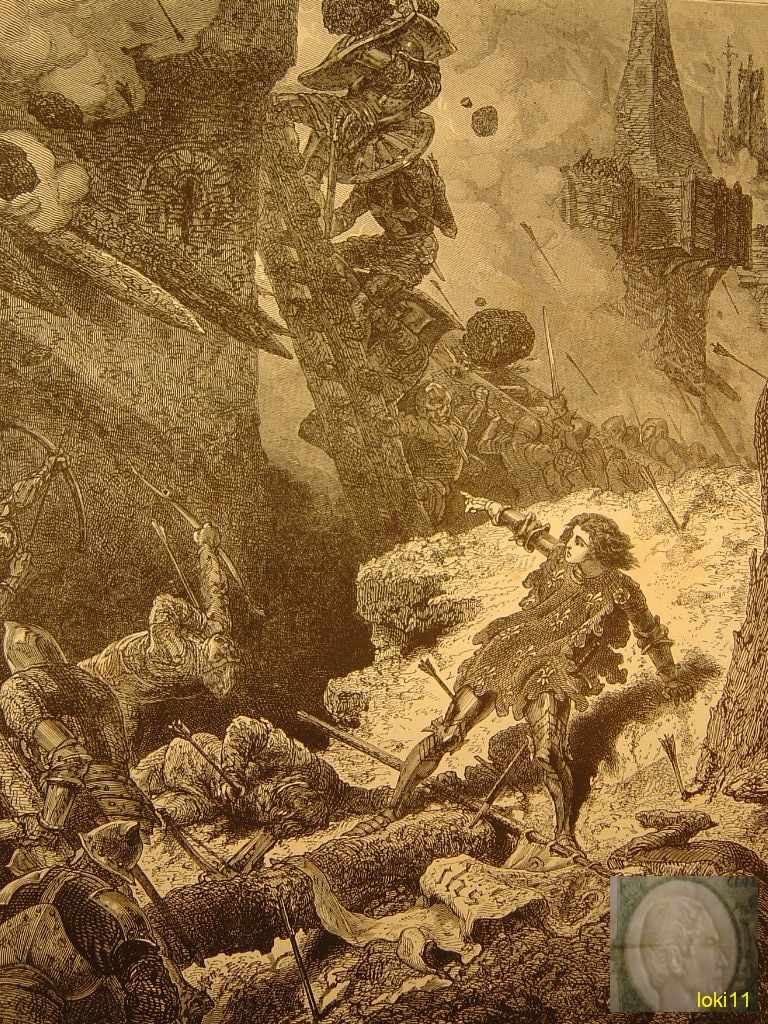
貞德在巴黎圍城戰

## 結果
巴黎僅由3000名英軍成功擊退查理七世10000人的軍隊。由於採取武力手段失敗，查理七世決定尋求它法來奪回城市。1430年，他的密計遭英軍發覺，導致6名巴黎市民被送上絞刑台。1432年與1434年，他嘗試派人由內部開啟城門，但被巴黎市民阻止。1435年，由於阿拉斯條約的結果，勃艮地公爵撤回他對英國的支援。1436年4月13日，巴黎市民向迪努瓦公爵及王室統帥阿蒂爾·德·里奇蒙開城投降。